# أراموتو (فلم)
أراموتو (بالإنجليزية: Aramotu) هو فيلم دراما نيجيري صدر سنة 2010 وأخرجه نيجي أكاني. الفيلم من بطولة إيديات شوباندي وكايودي أودوموسو وغابرييل أفولايان. تلقى الفيلم 7 ترشيحات في الدورة السابعة من حفل توزيع جوائز الأكاديمية الأفريقية للأفلام، وفاز بجائزتين هُما جائزة أفضل فيلم نيجيري وجائزة أفضل تصميم أزياء. كما فاز الفيلم أيضا بجائزة أفضل فيلم في الدورة الثانية من مهرجان أفريقيا السينمائي الدولي في لاغوس.

## القصة
تدور أحداث الفيلم في سنة 1909، وتتركز حول تاجرة غنية تُدعى أراموتو (إيديات شوباندي).

## طاقم التمثيل
- إيديات شوباندي في دور أراموتو.
- كايودي أودوموسو في دور
- إيريتي عصيمي بكاري في دور
- أيو أولابي في دور
- غابرييل أفولايان في دور
- تونبوسون أودونسي في دور
- بيتر فاتوميلولا في دور
- بيسي كومولافي في دور

## صدور الفيلم
صدر الفيلم بتاريخ 20 فبراير 2011، حيث عُرض في إحدى قاعات السينما في ولاية لاغوس. عُرض الفيلم بعد ذلك في العديد من المهرجانات حول العالم، منها مهرجان أفريقيا السينمائي الدولي في دورته الثانية التي أُقيمت في لاغوس في نيجيريا سنة 2011، ومهرجان سامسونغ الدولي لسينما المرأة في تشيناي في الهند سنة 2012، ومهرجان أفريقيا في الأفلام السينمائي في أمستردام في هولندا في ذات السنة، ومهرجان أروشا السينمائي الأفريقي الدولي في تنزانيا سنة 2013، ومهرجان كيرالا السينمائي الدولي في الهند في نفس السنة.

## الجوائز والترشيحات
| الجائزة                                               | الفئة                    | المُرشحون       | النتيجة |
| ----------------------------------------------------- | ------------------------ | -------------- | ------- |
| حفل توزيع جوائز أكاديمية اليوروبا للأفلام (الثالث)    | أفضل فيلم ثقافي          | نيجي أكاني     | فوز     |
| حفل توزيع جوائز أكاديمية اليوروبا للأفلام (الثالث)    | أفضل مُخرج                | نيجي أكاني     | فوز     |
| حفل توزيع جوائز أكاديمية اليوروبا للأفلام (الثالث)    | أفضل فيلم                | نيجي أكاني     | فوز     |
| حفل توزيع جوائز الأكاديمية الأفريقية للأفلام (السابع) | أفضل فيلم نيجيري         | نيجي أكاني     | فوز     |
| حفل توزيع جوائز الأكاديمية الأفريقية للأفلام (السابع) | أفضل فيلم                | نيجي أكاني     | رُشِّح     |
| حفل توزيع جوائز الأكاديمية الأفريقية للأفلام (السابع) | أفضل مخرج                | نيجي أكاني     | رُشِّح     |
| حفل توزيع جوائز الأكاديمية الأفريقية للأفلام (السابع) | أفضل ممثلة في دور رئيسي  | إيديات شوباندي | رُشِّح     |
| حفل توزيع جوائز الأكاديمية الأفريقية للأفلام (السابع) | أفضل فيلم في لغة أفريقية | نيجي أكاني     | رُشِّح     |
| حفل توزيع جوائز الأكاديمية الأفريقية للأفلام (السابع) | أفضل مُؤثرات بصرية        | أبيمبولا تايو  | رُشِّح     |
| حفل توزيع جوائز الأكاديمية الأفريقية للأفلام (السابع) | أفضل تصميم أزياء         |                | فوز     |
| مهرجان أفريقيا السينمائي الدولي (الدورة الثانية)      | أفضل فيلم                | نيجي أكاني     | فوز     |

## روابط خارجية
مقالات تستعمل روابط فنية بلا صلة مع ويكي بيانات